# Вулиця Краснянська (Львів)
Вулиця Краснянська — вулиця у Личаківському районі міста Львова, місцевість Великі Кривчиці. Пролягає від вулиці Бескидської до кінця забудови та межі міста.

## Історія та забудова
Вулиця Краснянська виникла у складі села Кривчиці під назвою Ланова. У 1962 році отримала сучасну назву — Краснянська, на честь селища Красне.
Забудована одноповерховими садибами 1930-х, 1960-х та 2000-х років.